# Akut drogförgiftning
Akut drogförgiftning  är en drogutlöst psykisk störning som framkommer efter en överdos av psykoaktiva substanser. Till skillnad från berusning är en akut drogförgiftning av en allvarligare grad där klinisk vård eller omhändertagande kan anses nödvändig. Diagnosen ges endast till personer som inte redan har en känd missbruksproblematik, vilken istället går under en annan diagnos. Allvarligare fall av akut drogförgiftning kan ge fysiska komplikationer, delirium och i värsta fall koma, konvulsioner eller döden.

## Kännetecken
Akut drogförgiftning är ett övergående tillstånd som resulterar i kognitiva störningar, exempelvis förändrad reaktions- och uppfattningsförmåga, förändrat beteende eller påverkad tankeförmåga.
Eftersom toleransen för droger är individuell behöver det inte röra sig om en stor mängd för att ge orsak till akut drogförgiftning: Personer med nedsatt leverfunktion eller andra fysiska problem kan  tåla mycket mindre innan förgiftningstillstånd uppkommer. Om symtomen innefattar psykotiska tillstånd, kallas det drogutlöst psykos, som är en egen diagnos.

## Varianter
Det kan vara svårt att skilja symtomen vid misstänkt hjärnskada eller hypoglykemi från akut drogförgiftning och bör således tas i beaktande vid diagnosticering.
Särskilt komplicerade fall uppkommer vid samtidig blandning av psykoaktiva substanser. Serotonergt syndrom är ett exempel på ett synnerligen allvarligt tillstånd av akut drogförgiftning, där en eller flera serotoninverkande substanser kombinerats, och därmed resulterat i för höga nivåer av serotonin i hjärnan. Alkoholförgiftning kan leda till döden på grund av alkoholskador på organ, och kräver därför intensivvård.
Vissa personer kan utan att dricka särskilt mycket alkohol få personlighetsförändringar med uttryck av aggressivitet. Detta kallas patologisk alkoholförgiftning.